# Дело леди Сэннокс
Дело леди Сэннокс (англ. The Case of Lady Sannox) — рассказ известного английского писателя сэра Артура Конан Дойла. Впервые был опубликован в 1893 году.
Другие переводы на русский язык: «Кровавая месть»; «Жестокая расплата»; «Порезанная губа»; «История леди Сэннокс»; «Случай с леди Сэннокс»; «Случай лэди Сэннокс».
У известного хирурга Стоуна и замужней леди Сэннокс был роман, о котором многие знали. Доктор считал леди Сэннокс одной из самых красивых женщин. Однажды, к нему обратился турок с просьбой спасти его жену, которой он случайно порезал губу ядовитым кинжалом. Он настаивал на том, что повреждённый участок должен быть немедленно вырезан. После того как хирург провел операцию на лице женщины, прикрытом вуалью, он узнал, что это была леди Сэннокс. Доктор Стоун сошёл с ума.